# Jozef Čapkovič
Jozef Čapkovič (n. el 11 de enero de 1948, Bratislava) es un exfutbolista eslovaco. Jugó durante toda su carrera en Bratislava, en el FK Inter Bratislava y Slovan Bratislava, además de en la selección de Checoslovaquia, con quien se proclamó campeón de la Eurocopa 1976.

## Carrera profesional
Čapkovič desarrolló toda su carrera deportiva en su Bratislava natal, primero en el FK Inter Bratislava y posteriormente en el Slovan Bratislava, en el que permaneció diez años. Allí coincidió con su hermano gemelo Ján, que también fue internacional con la selección de Checoslovaquia.
Jozef Čapkovič formó parte del equipo checoslovaco que se proclamó campeón de la Eurocopa 1976 al derrotar en la final de Belgrado a Alemania Federal en la tanda de penaltis, la que encumbró internacionalmente a Antonín Panenka con su «penalti a lo Panenka».